# Arijan Komazec
Arijan Komazec, né le 23 janvier 1970 à Zadar, est un joueur croate de basket-ball, évoluant au poste d'ailier.
Considéré à ses débuts comme le nouveau Dražen Petrović, il est sacré avec celui-ci champion du monde lors du mondial 1990 de Buenos Aires. L'année suivante, il participe à la dernière sortie de la Yougoslavie avant l'éclatement de ce pays, qui se termine par un titre européen en Italie.
L'année suivante, sous les couleurs de son nouveau pays, la sélection de Croatie, il joue la finale des Jeux olympiques de 1992 à Barcelone face à la Dream Team. Suivent ensuite des médailles de bronze à l'Eurobasket 1993, au mondial 1994 et à l'Eurobasket 1995.

## Biographie
Komazec commence à jouer au basket-ball à l'âge de 11 ans à Zadar, sa ville natale. Il hérite de son intérêt pour le basket-ball de sa famille car son père était coéquipier de Krešimir Ćosić au KK Zadar des années 1960. De plus, son oncle Petar Popović est l'une des principales figures du club dans les années 1980. Komazec évolue même avec celui-ci après ses débuts.
Komazec, qui s'entraine avec Slavko Trninic dans les catégories inférieures, se révèle comme un talent en devenir avec l'équipe première du Zadar dès l'âge de 16 ans. Après avoir joué 5 matchs lors la saison 1985-1986, il est choisi par Krešimir Ćosić pour débuter avec l'équipe A, tout en continuant en parallèle avec les équipes jeunes, où il bat tous les records de points. Considéré comme le meilleur joueur de l'équipe de Zadar, avec laquelle il devient trois fois consécutivement le meilleur marqueur du championnat, les gens commencent à le comparer avec Dražen Petrović, avec qui il partage le même poste. Mais les Guerres de Yougoslavie et l'indépendance de Croatie empêchent Komazec de jouer plus d'une saison avec l'autre grand espoir du KK Zadar : le serbe Dejan Bodiroga.
Après six saisons au Zadar, Komazec signe avec le Panathinaikos, équipe dirigée par le Croate Željko Pavličević et où il rejoint son ancien compagnon à Zadar Stojko Vrankovic. En Grèce, Komazec réalise de très bonnes statistiques (23,5 points par match, la 4e meilleure moyenne de la compétition) et son équipe gagne la coupe. Malgré ces succès, il aura des problèmes d'adaptation au pays et à l'équipe, en plus de disputes avec Pavličević. La saison 1992/93 devient donc traumatisante pour Komazec, qui présente des symptômes de dépression et ne parlera plus jamais de son expérience au Panathinaikos par la suite.
La saison suivante il rejoint Varese. En Italie, Komazec retrouve son meilleur niveau, en portant son équipe jusqu'aux playoffs durant ces deux saisons, avec des moyennes de points très élevées : 31,6 puis 33,2. En 1996 il signe avec le Buckler Bologne qui vient de voir Predrag Danilović quitter l'équipe pour rejoindre la NBA. Durant ses deux saisons à Bologne, l'équipe ne réussit pas à gagner le championnat et Komazec lui-même se blesse en finale du championnat. Ses moyennes de points sur ces deux saisons sont respectivement de 22,5 et 19,1. Il revient alors à Varese, ou il ne joue plus que la saison 1997-98, sans gagner le championnat non plus.
Lors de cette saison, son niveau de jeu commence à décliner. En 1998-99 Komazec joue encore en Grèce, avec l'Olympiakos. Avec Dušan Ivković comme entraineur, l'Olympiakos gagne la Coupe, arrive au Final Four de l'Euroligue mais échoue à gagner le titre. La dernière saison que Komazec est capable de jouer au complet est la saison 1999-2000, lorsqu'il retrouve l'équipe de ses débuts, le KK Zadar. Avec l'équipe de sa ville natale, il remporte encore la coupe mais pas la ligue.
À l'âge de 30 ans, il signe avec les Grizzlies de Vancouver, mais ne joue jamais en NBA à cause de ses blessures. Puis il rejoint successivement l'AEK Athènes, le Slas Wroclaw et l'Air Avellino, mais joue peu pour les mêmes raisons.

## Clubs successifs
- 1986-1992 : ,  KK Zadar (A1 liga Ožujsko)
- 1992-1993 :  Panathinaikos (ESAKE)
- 1993-1995 :  Varese (LegA)
- 1995-1997 :  Virtus Bologne (LegA)
- 1997-1998 :  Varese (LegA)
- 1998-1999 :  Olympiakos (ESAKE)
- 1999-2000 :  KK Zadar (A1 liga Ožujsko)
- 2000-2001 :  Grizzlies de Vancouver (NBA) (pas de rencontres disputées)
- 2001  AEK Athènes (ESAKE)
- 2002-2003 :  Śląsk Wrocław (Tauron Basket Liga)
- 2003-2004 :  Air Avellino (LegA)

## Palmarès

### Club
- Participation au Final Four de l'Euroligue en 1999
- Coupe de Grèce en 1993
- Coupe d'Italie en 1997
- Coupe de Croatie en 2000

### Sélection nationale
- Jeux olympiques d'été
  -  Médaille d'argent aux Jeux olympiques de 1992 à Barcelone avec la Croatie
  - Participation aux Jeux olympiques de 1996 d'Atlanta
- Championnat du monde masculin de basket-ball
  -  Médaille d'or du Championnat du monde 1990 à Buenos Aires avec l'équipe de Yougoslavie
  -  Médaille de bronze du Championnat du monde 1994 à Toronto
- Championnat d'Europe
  -  Médaille d'or du championnat d'Europe 1991
  -  Médaille de bronze du championnat d'Europe 1995 en Grèce
  -  Médaille de bronze du championnat d'Europe 1993 en Allemagne